# Hangrobbanás (antológia)
Hangrobbanás 13 bánsági, bihari és szatmári fiatal költő antológiája; megjelent a temesvári Facla Könyvkiadónál 1975-ben Mandics György szerkesztésében. Verseivel szerepel benne Eszteró István, Fábián Imre, Gera F. Attila, Gittai István, Gulyás Ferenc, Hark Péter, Kiss András, Mérai Csilla, Molnár János, Molnár Pál, Sróth Ödön, Szász Géza és Zudor János. A szerkesztő előszava szerint „az olvasó a stílusárnyalatok egész kis tipológiáját tartja a kezében”, a kritika azonban kifogásolta a hangzatos címet, s a versválogatás is vitát váltott ki. Egyes hozzászólók a szertelenségek ellen léptek fel, mások a jelkép és eszmetartalom egybecsengését méltatták.